# جاناتان سگال
جاناتان سگال (انگلیسی: Jonathan Segal؛ زادهٔ) کارگردان فیلم و تهیه‌کننده آمریکایی است که برای فیلم‌های فرار آخر (۲۰۰۴) و نرمان (۲۰۱۰) و موج‌دارشدن (۱۹۹۵) است.